# Dudleya candida
Dudleya candida là một loài thực vật có hoa trong họ Crassulaceae. Loài này được Britton & Rose miêu tả khoa học đầu tiên năm 1903.